# Лановцы (село)
Лановцы (укр. Ланівці) — село в Борщёвской городской общине Чортковского района Тернопольской области Украины.
До 2020 года входило в Борщёвский район.
Код КОАТУУ — 6120884501. Население по переписи 2001 года составляло 1169 человек.

## Географическое положение
Село Лановцы находится на левом берегу реки Ничлава,
выше по течению примыкает село Козаччина,
ниже по течению на расстоянии в 1,5 км расположено село Верхняковцы.
Через село проходит автомобильная дорога Т-2002.

## История
- 1570 год — первое упоминание о селе.

## Объекты социальной сферы
- Школа I—II ст.
- Дом культуры.
- Фельдшерско-акушерский пункт.